# Quercus myrsinifolia
Quercus myrsinifolia, la encina de hoja de Almez, también llamada encina de hoja de bambú es un árbol originario de Asia de hoja persistente.

## Hábitat
Asia del este y del sudeste (China, Japón, y Corea)

## Descripción
De porte redondeado, este roble de corteza gris oscuro puede alcanzar de 12 a 15 m de altura después de un crecimiento lento. 
Su follaje persistente es estrecho, lanceolado (parecido al Alméz o al Bambú), muy ligeramente dentado, bronce al brote, y púrpura en otoño.

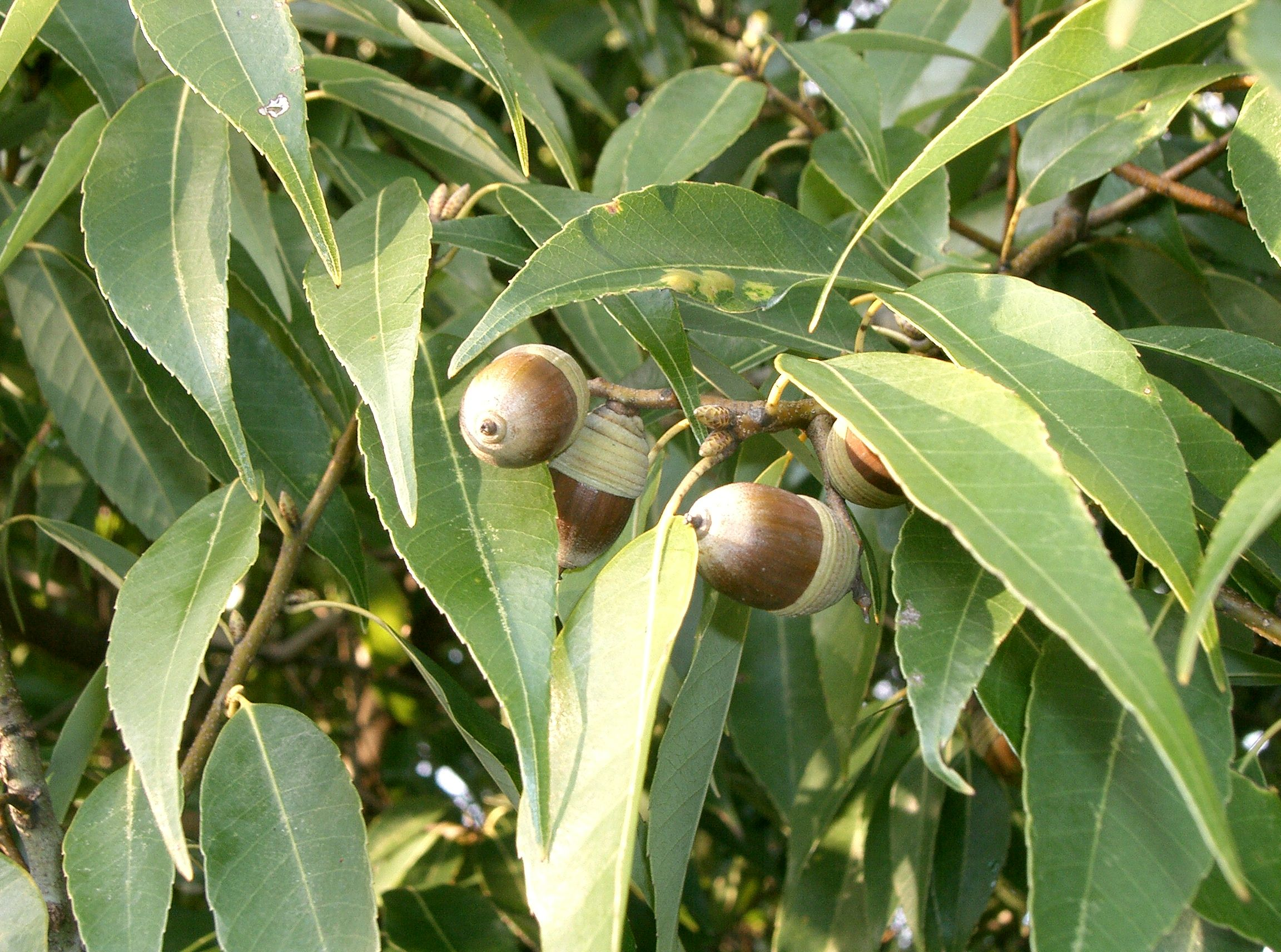
Las bellotas del Quercus myrsinifolia.

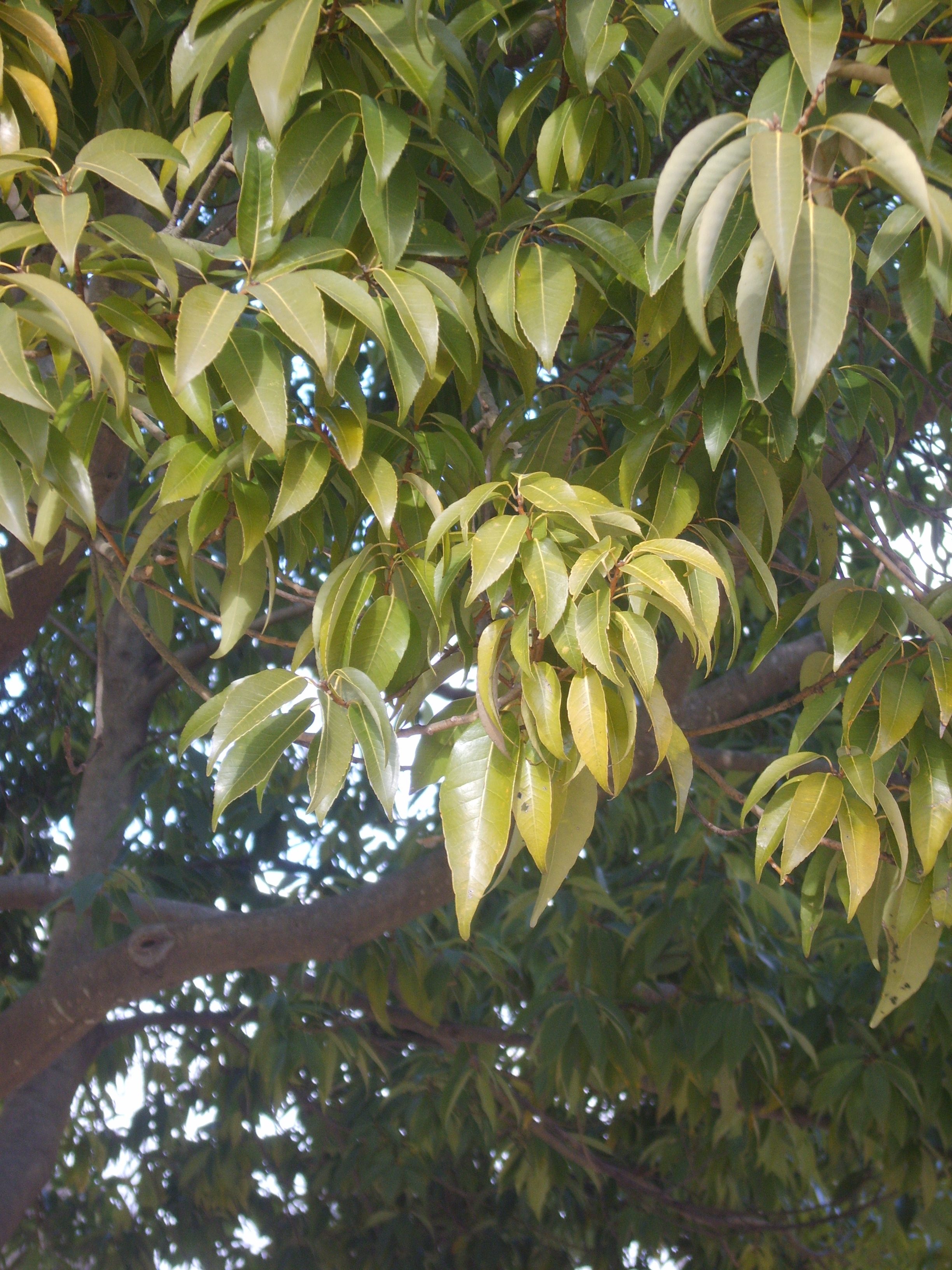
Hojas en otoño

### Sistemática
Pertenece al subgénero Cyclobalanopsis (los robles anillo-ahuecados), se distingue del subgénero Quercus en que tienen bellotas con los capirotes distintivos que llevan  anillos concrescentes en escalas. Las bellotas suelen aparecer agrupadas en racimos.

## Taxonomía
Quercus myrsinifolia fue descrita por  Carl Ludwig Blume    y publicado en Museum Botanicum 1(20): 305–306. 1850.
Etimología
Quercus: nombre genérico del latín que designaba igualmente al roble y a la encina.
myrsinifolia: epíteto latín que significa "con las hojas de Myrsine.
Sinonimia
- Cyclobalanopsis bambusifolia (Hance) Y.C. Hsu & H.Wei Jen
- Cyclobalanopsis myrsinifolia (Blume) Oerst.
- Cyclobalanopsis myrsinifolia var. sacifolia (Makino) Kudô & Masam.
- Cyclobalanopsis neglecta Schottky
- Quercus bambusifolia Hance
- Quercus glauca f. subintegrifolia Ling
- Quercus myrsinifolia var. sacifolia Makino
- Quercus neglecta (Schottky) Koidz.[2][3]

## Nombre común
Encino blanco, encino de hoja ancha, encino laurel, encino laurelillo.  